# 龙溪宫
龙溪宫，又名半月里龙溪宫，是一个位于中国福建省霞浦县溪南镇半月里村的清代古建筑，是霞浦县境内唯一一个依山而建却供奉媽祖的宫庙，以及福建省唯一一个供奉妈祖的畲族村宫庙。2005年5月11日，龙溪宫入选第六批福建省文物保护单位，同村的雷氏宗祠、雷氏三古宅同时列为附属保护单位。

## 龙溪宫
依照《雷氏宗谱》记载，龙溪宫始建于清朝雍正八年（1730年），由雷氏先祖雷世茂聘请浙江石木工匠绘图并施工，耗费一年多的时间建成。龙溪宫面积508平方米，背靠弥勒山，面向玉兔山，东倚燕鼎山，西临月牙地，建筑拥有独特的畲族特色风格，整体为硬山顶砖木结构，底基为不规则石块堆砌，墙身则以黑灰相间的砖块砌成。宫内自南向北依次为戏台、众厅、神厅和神龛。戏台的藻井是五层方斗逐级装嵌而成，远看为大四方斗，近看则为小八角斗，工艺复杂。宫内主祀薛元帅（薛芳杜）、陈元帅（陈九郎）、天后圣母（妈祖）、臨水夫人（陈靖姑）和平水明王（杨从仪）五位神祇。

## 雷氏宗祠和三古宅

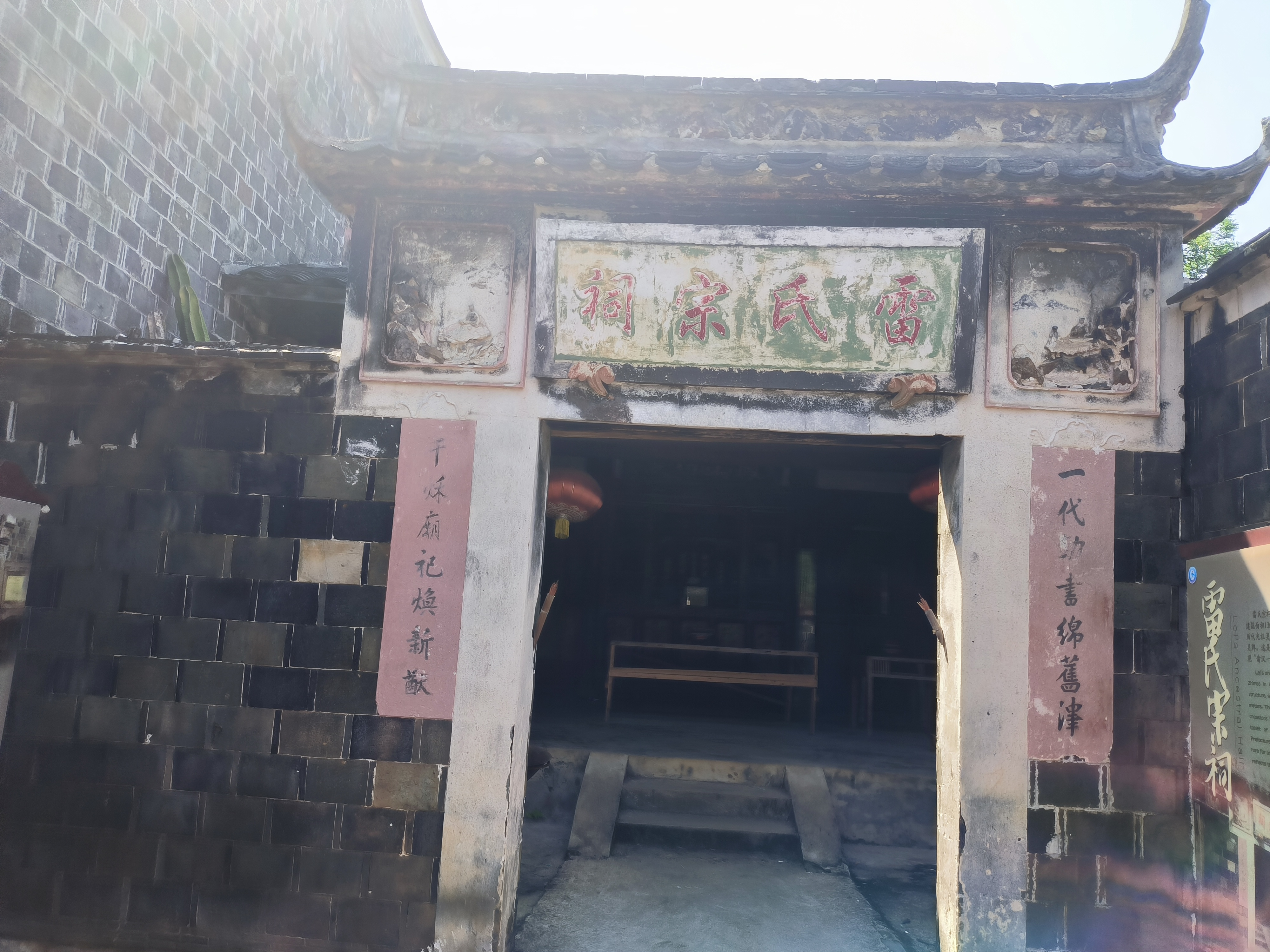
雷氏宗祠正面照

雷氏宗祠位于龙溪宫之后，与龙溪宫同样兴建于雍正八年，由当地雷姓四兄弟合资建设，建筑坐北朝南，面积136.9平方米（不含外埕围成的面积），硬山顶砖木结构，牌楼式大门。建筑内的梁架以金色与彩色纹样相间装饰，祭台前有九幅工笔上彩画，大厅中堂有道光二十八年（1848年）的“凤山衍庆”横匾，长3.2米，高0.8米，由当地武秀才雷世儒书写。
雷氏三古宅系历史上雷世儒、雷加上、雷位进三人兴建的三座古住宅，以雷世儒大厝为典型。雷世儒大厝俗称“八扇厝”，始建于嘉庆二十五年（1820年），历时三年于1823年完工，整体坐北朝南，原建筑面积达951平方米，现存建筑面积701平方米，硬山顶砖木结构，围墙则是闽东风格的马鞍墙，但墙体为黑灰砖块堆砌。屋内存有多种清代古家具，饰以人物花卉，工艺精美。而另外两个古厝的面积均为300多平方米，为火墙包栋六扇厝。